# Nueva Piedra Labrada
Nueva Piedra Labrada är en ort i Mexiko.   Den ligger i kommunen Chicomuselo och delstaten Chiapas, i den sydöstra delen av landet, 800 km sydost om huvudstaden Mexico City. Nueva Piedra Labrada ligger 677 meter över havet och antalet invånare är 334.
Terrängen runt Nueva Piedra Labrada är varierad. Runt Nueva Piedra Labrada är det ganska glesbefolkat, med 42 invånare per kvadratkilometer. Närmaste större samhälle är Chicomuselo, 7,6 km öster om Nueva Piedra Labrada. I omgivningarna runt Nueva Piedra Labrada växer huvudsakligen savannskog.